# Шарль Антенен
Шарль Антенен (фр. Charles Antenen; 3 листопада 1929, Ла-Шо-де-Фон — 20 травня 2000, Лес-Байардс) — швейцарський футболіст, що грав на позиції нападника за клуби «Ла Шо-де-Фон» та «Лозанна», а також національну збірну Швейцарії.
Триразовий чемпіон Швейцарії, шестиразовий володар Кубку Швейцарії з футболу.

## Клубна кар'єра
Народився 3 листопада 1929 року в місті Ла-Шо-де-Фон. Вихованець футбольної школи клубу «Ла Шо-де-Фон». Дорослу футбольну кар'єру розпочав 1945 року в основній команді того ж клубу, в якій провів сім сезонів, взявши участь у 179 матчах чемпіонату. Більшість часу, проведеного у складі «Ла Шо-де-Фона», був основним гравцем атакувальної ланки команди. У складі «Ла Шо-де-Фона» був одним з головних бомбардирів команди, маючи середню результативність на рівні 0,61 голу за гру першості.
Протягом 1953—1954 років захищав кольори команди «Лозанна».
1954 року повернувся до «Ла Шо-де-Фон», за який відіграв 11 сезонів. Граючи у складі «Ла Шо-де-Фона» знову здебільшого виходив на поле в основному складі команди. Був серед найкращих голеодорів, відзначаючись забитим голом в середньому щонайменше у кожній третій грі чемпіонату. Завершив професійну кар'єру футболіста у 1965 році.

## Виступи за збірну
1948 року дебютував в офіційних матчах у складі національної збірної Швейцарії. Протягом кар'єри у національній команді, яка тривала 15 років, провів у її формі 56 матчів, забивши 22 голи.
У складі збірної був учасником трьох чемпіонатів світу:
1950 року у Бразилії, де зіграв з Югославією (0-3), з Бразилією (2-2) і з Мексикою (2-1). Забив гол у грі з мексиканцями.
1954 року у Швейцарії, де зіграв з Англією (0-2) з Італією (4-1) і у чвертьфіналі з Австрією (5-7).
1962 року у Чилі, де зіграв з Чилі (1-3), з ФРН (1-2) і з Італією (0-3). Був капітаном тієї збірної.
Помер 20 травня 2000 року на 71-му році життя у місті Лес-Байардс.

## Титули і досягнення
- Чемпіон Швейцарії (3):

«Ла Шо-де-Фон»: 1953–1954, 1954–1955, 1963–1964
- Володар Кубку Швейцарії з футболу (6):

«Ла Шо-де-Фон»: 1947–1948, 1950–1951, 1943–1954, 1954–1955, 1956–1957, 1960–1961